# 72É busz (Budapest)
A budapesti 72É jelzésű éjszakai autóbusz a Móricz Zsigmond körtér (Villányi út) és Törökbálint, Munkácsy Mihály utca között közlekedett. A vonalat a Budapesti Közlekedési Rt. üzemeltette.

## Története
2005. február 1-jén új éjszakai járatot indítottak 72É jelzéssel a Móricz Zsigmond körtér és Törökbálint, Munkácsy Mihály utca között. 2005. szeptember 1-jén megszűnt, helyette a 972-es jelzésű busz jár.

## Útvonala
| Törökbálint, Munkácsy Mihály utca felé | Móricz Zsigmond körtér (Villányi út) felé |
| --- | --- |
| Móricz Zsigmond körtér (Villányi út) vá. – Villányi út – Fadrusz utca – Bartók Béla út – Kosztolányi Dezső tér – Bocskai út – Nagyszőlős utca – Ajnácskő utca – Budaörsi út – – Budaörs, benzinkút – – – Törökbálinti bekötőút – Törökbálint, Tó utca – Bajcsy-Zsilinszky utca – Baross Gábor utca – Szent István utca – Törökbálint, Munkácsy Mihály utca vá. | Törökbálint, Munkácsy Mihály utca vá. – Munkácsy Mihály utca – Bartók Béla utca – Baross Gábor utca – Szent István utca – Kinizsi Pál utca – Károlyi Mihály utca – Kazinczy Ferenc utca – Blaha Lujza utca – Bajor Gizi utca – Tó utca – – – Budaörs, benzinkút – – Budapest, Budaörsi út – Villányi út – Móricz Zsigmond körtér (Villányi út) vá. |

## Megállóhelyei
| 0                                        | Móricz Zsigmond körtér (Villányi út) végállomás | 28 | 3É, 6É, 40É, 49É, 153É |
| 2                                        | Kosztolányi Dezső tér                           | ∫  | 49É                    |
| 3                                        | Vincellér utca                                  | ∫  |                        |
| 4                                        | Hollókő utca                                    | ∫  |                        |
| 5                                        | Ajnácskő utca                                   | ∫  |                        |
| ∫                                        | Badacsonyi utca                                 | 27 | 40É, 153É              |
| ∫                                        | Karolina út                                     | 26 | 40É, 153É              |
| ∫                                        | Villányi út                                     | 25 | 40É, 153É              |
| ∫                                        | Fehér ló utca                                   | 23 | 40É, 153É              |
| 6                                        | Dayka Gábor utca                                | 22 | 40É, 153É              |
| 7                                        | Sasadi út                                       | 21 | 40É, 153É              |
| Budapest–Budaörs közigazgatási határa    |                                                 |    |                        |
| 13                                       | Budaörs, benzinkút                              | 15 |                        |
| 18                                       | Autópálya Főmérnökség                           | ∫  |                        |
| Budaörs–Törökbálint közigazgatási határa |                                                 |    |                        |
| 19                                       | Tó utca - MÁV-állomás                           | 10 |                        |
| ∫                                        | Bajor Gizi utca                                 | 9  |                        |
| ∫                                        | Köztársaság tér                                 | 8  |                        |
| ∫                                        | Blaha Lujza utca                                | 7  |                        |
| ∫                                        | Károlyi Mihály utca                             | 6  |                        |
| ∫                                        | Őszibarack utca                                 | 5  |                        |
| ∫                                        | Ady Endre utca                                  | 4  |                        |
| 20                                       | Vasút utca                                      | ∫  |                        |
| 21                                       | Téglagyár                                       | ∫  |                        |
| 22                                       | Deák Ferenc utca                                | ∫  |                        |
| 23                                       | Baross Gábor utca                               | ∫  |                        |
| 24                                       | Szent István utca                               | 3  |                        |
| ∫                                        | Baross Gábor utca                               | 2  |                        |
| ∫                                        | Bartók Béla utca                                | 1  |                        |
| 25                                       | Törökbálint, Munkácsy Mihály utca végállomás    | 0  |                        |